# Marie-Luise Schulta-Jansen
Marie-Luise Schulta-Jansen (* 5. März 1953 in Bocholt) ist eine deutsche Badmintonspielerin. 

## Karriere
Nach zahlreichen Medaillengewinnen auf westdeutscher Ebene und im deutschen Nachwuchsbereich machte Schulta-Jansen erstmals 1975 bei den Erwachsenen auf sich aufmerksam, als sie bei den German Open mit Michael Schnaase Dritte im Mixed wurde. Ein Jahr später gewann sie mit dem Team des 1. BV Mülheim die deutsche Mannschaftsmeisterschaft. 1977 bis 1980 verteidigte Mülheim den Titel unter Mitwirkung von Schulta-Jansen.

## Sportliche Erfolge
| Saison    | Veranstaltung                               | Disziplin   | Platz | Name |
| --------- | ------------------------------------------- | ----------- | ----- | --- |
| 1968/1969 | Westdeutsche Einzelmeisterschaft U18        | Dameneinzel | 1     | Marie-Luise Schulta-Jansen (1. BC/TuB Bocholt) |
| 1969/1970 | Deutsche Einzelmeisterschaft U18            | Dameneinzel | 1     | Marie-Luise Schulta (1. BC/TuB Bocholt) |
| 1969/1970 | Deutsche Einzelmeisterschaft U18            | Damendoppel | 1     | Monika Frankus / Marie-Luise Schulta (SC Union 08 Lüdinghausen / 1. BC/TuB Bocholt)                                                                                            |
| 1969/1970 | Westdeutsche Einzelmeisterschaft U18        | Dameneinzel | 1     | Marie-Luise Schulta-Jansen (1. BC/TuB Bocholt) |
| 1970/1971 | Deutsche Einzelmeisterschaft U18            | Dameneinzel | 1     | Marie-Luise Schulta (1. BC/TuB Bocholt) |
| 1970/1971 | Deutsche Einzelmeisterschaft U18            | Damendoppel | 1     | Monika Frankus / Marie-Luise Schulta (SC Union 08 Lüdinghausen / 1. BC/TuB Bocholt)                                                                                            |
| 1970/1971 | Westdeutsche Einzelmeisterschaft U18        | Dameneinzel | 1     | Marie-Luise Schulta-Jansen (1. BC/TuB Bocholt) |
| 1970/1971 | Westdeutsche Einzelmeisterschaft U18        | Damendoppel | 1     | Marie-Luise Schulta-Jansen / Monika Frankus (1. BC/TuB Bocholt / SC Union 08 Lüdinghausen)                                                                                     |
| 1971/1972 | Deutsche Einzelmeisterschaft U22            | Mixed       | 2     | Michael Schnaase / Marie Luise Schulta (SC Union 08 Lüdinghausen / 1. BC/TuB Bocholt)                                                                                          |
| 1971/1972 | Westdeutsche Einzelmeisterschaft U22        | Mixed       | 1     | Michael Schnaase / Marie-Luise Schulta-Jansen (SC Union 08 Lüdinghausen) |
| 1972/1973 | Deutsche Einzelmeisterschaft U22            | Damendoppel | 2     | Eva-Maria Kranz / Marie-Luise Schulta (1. BC Beuel / 1. BC/TuB Bocholt) |
| 1972/1973 | Westdeutsche Einzelmeisterschaft U22        | Dameneinzel | 1     | Marie-Luise Schulta-Jansen (SC Union 08 Lüdinghausen) |
| 1973/1974 | Westdeutsche Einzelmeisterschaft U22        | Damendoppel | 1     | Eva-Maria Kranz / Marie-Luise Schulta-Jansen (1. BC Beuel / SC Union 08 Lüdinghausen)                                                                                          |
| 1973/1974 | Deutsche Einzelmeisterschaft U22            | Damendoppel | 2     | Eva Marie Kranz-Zwiebler / Marie-Luise Schulta (1. BC Beuel / BC Bocholt) |
| 1973/1974 | Deutsche Hochschulmeisterschaften           | Dameneinzel | 1     | Marie-Luise Schulta (Uni Münster) |
| 1973/1974 | Deutsche Einzelmeisterschaft U22            | Dameneinzel | 2     | Marie-Luise Schulta (BC Bocholt) |
| 1974/1975 | Deutsche Hochschulmeisterschaften           | Mixed       | 1     | Hans Werner Niesner / Marie-Luise Schulta (TU Braunschweig / Münster) |
| 1974/1975 | Deutsche Hochschulmeisterschaften           | Dameneinzel | 1     | Marie-Luise Schulta (Uni Münster) |
| 1974/1975 | Westdeutsche Einzelmeisterschaft U22        | Damendoppel | 1     | Eva-Maria Kranz / Marie-Luise Schulta-Jansen (1. BC Beuel / SC Union 08 Lüdinghausen)                                                                                          |
| 1974/1975 | Deutschland: Internationale Meisterschaften | Mixed       | 3     | Michael Schnaase / Marie Luisa Schulta |
| 1974/1975 | Westdeutsche Einzelmeisterschaft U22        | Mixed       | 1     | Axel Sonnenberg / Marie-Luise Schulta-Jansen (FC Langenfeld / SC Union 08 Lüdinghausen)                                                                                        |
| 1974/1975 | Deutsche Einzelmeisterschaft U22            | Damendoppel | 1     | Eva-Maria Kranz / Marie-Luise Schulta-Jansen (1. BC Beuel / SC Union 08 Lüdinghausen)                                                                                          |
| 1975/1976 | Deutsche Hochschulmeisterschaften           | Damendoppel | 1     | Antonie Schwabe / Marie-Luise Schulta (GH Essen / Uni Münster) |
| 1975/1976 | Deutsche Mannschaftsmeisterschaft           | Mannschaft  | 1     | 1. BV Mülheim (Gerhard Kucki, Michael Schnaase, Horst Lösche, Karl-Heinz Garbers, Kurt Link, Peter Schwabe, Karin Kucki, Marie-Luise Schulta, Antonie Schwabe, Karin Schäfers) |
| 1975/1976 | Deutsche Hochschulmeisterschaften           | Mixed       | 1     | Hans Werner Niesner / Marie-Luise Schulta (TU Braunschweig / Uni Münster) |
| 1976/1977 | Deutsche Mannschaftsmeisterschaft           | Mannschaft  | 1     | 1. BV Mülheim (Gerd Kucki, Michael Schnaase, Horst Lösche, Karl-Heinz Garbers, Kurt Link, Karin Kucki, Marie-Luise Schulta, Antonie Schwabe, Karin aus dem Siepen)             |
| 1977/1978 | Deutsche Mannschaftsmeisterschaft           | Mannschaft  | 1     | 1. BV Mülheim (Gerd Kucki, Michael Schnaase, Horst Lösche, Karl-Heinz Garbers, Kurt Link, Udo Krückels, Karin Kucki, Marie-Luise Schulta-Jansen, Antonie Schwabe)              |
| 1977/1978 | Deutsche Einzelmeisterschaft                | Mixed       | 2     | Horst Lösche / Marie Luise Schulta-Jansen (1. BV Mülheim) |
| 1977/1978 | Deutsche Hochschulmeisterschaften           | Dameneinzel | 1     | Marie Luise Schulta (Uni Münster) |
| 1978/1979 | Deutsche Hochschulmeisterschaften           | Damendoppel | 1     | Marie-Luise Schulta-Jansen / Antonie Schwabe (Uni Münster / GH Essen) |
| 1978/1979 | Deutsche Einzelmeisterschaft                | Damendoppel | 2     | Ingrid Morsch (VfL Wolfsburg) / Marie Luise Schulta-Jansen (1. BV Mülheim) |
| 1978/1979 | Deutsche Mannschaftsmeisterschaft           | Mannschaft  | 1     | 1. BV Mülheim (Gerd Kucki, Michael Schnaase, Horst Lösche, Karl-Heinz Garbers, Udo Krückels, Werner Oberem, Karin Kucki, Marie-Luise Schulta-Jansen, Antonie Schwabe)          |
| 1978/1979 | Westdeutsche Einzelmeisterschaft            | Mixed       | 1     | Horst Lösche / Marie-Luise Schulta-Jansen (1. BV Mülheim / 1. BC Beuel) |
| 1978/1979 | Deutsche Hochschulmeisterschaften           | Dameneinzel | 1     | Marie-Luise Schulta-Jansen (Uni Münster) |
| 1979/1980 | Westdeutsche Einzelmeisterschaft            | Dameneinzel | 1     | Marie-Luise Schulta-Jansen (1. BV Mülheim) |
| 1979/1980 | Deutsche Einzelmeisterschaft                | Dameneinzel | 1     | Marie-Luise Schulta-Jansen (1. BV Mülheim) |
| 1979/1980 | Deutsche Hochschulmeisterschaften           | Damendoppel | 1     | Marie-Luise Schulta-Jansen / Ingeborg Schley (Uni Münster / Uni Saarland) |
| 1979/1980 | Deutsche Mannschaftsmeisterschaft           | Mannschaft  | 1     | 1. BV Mülheim (Gerd Kucki, Michael Schnaase, Horst Lösche, Karl-Heinz Garbers, Udo Krückels, Karin Kucki, Marie-Luise Schulta-Jansen, Antonie Schwabe)                         |
| 1979/1980 | Deutsche Einzelmeisterschaft                | Damendoppel | 2     | Marie Luise Schulta-Jansen (1. BV Mülheim) / Ingrid Morsch (VfL Wolfsburg) |
| 1979/1980 | Deutsche Einzelmeisterschaft                | Mixed       | 2     | Karl-Heinz Garbers (1. BV Mülheim) / Marie Luise Schulta-Jansen (1. BV Mülheim)                                                                                                |
| 1980/1981 | Deutsche Einzelmeisterschaft                | Dameneinzel | 3     | Marie-Luise Schulta-Jansen (1. BV Mülheim) |
| 1980/1981 | Deutsche Einzelmeisterschaft                | Mixed       | 2     | Karl-Heinz Gabers / Marie-Luise Schulta-Jansen (1. BV Mülheim) |
| 1980/1981 | Deutsche Hochschulmeisterschaften           | Dameneinzel | 1     | Marie-Luise Schulta-Jansen (Uni Münster) |
| 1981/1982 | Deutsche Mannschaftsmeisterschaft           | Mannschaft  | 3     | 1. BV Mülheim (Gerd Kucki, Karl-Heinz Garbers, Horst Lösche, Michael Schnaase, Udo Krückels, Marie-Luise Schulta-Jansen, Patricia Günther)                                     |
| 1981/1982 | Deutsche Einzelmeisterschaft                | Dameneinzel | 3     | Marie-Luise Schulta-Jansen (1. BV Mülheim) |
| 1999/2000 | Deutsche Einzelmeisterschaft O45            | Mixed       | 2     | Axel Sonnenberg (FC Langenfeld) / Marie-Luise Schulta-Jansen (1. BC Bocholt)                                                                                                   |
| 2000/2001 | Deutsche Einzelmeisterschaft O45            | Dameneinzel | 3     | Marie-Luise Schulta-Jansen (BC / TuB Bocholt) |
| 2000/2001 | Deutsche Einzelmeisterschaft O45            | Mixed       | 2     | Axel Sonnenberg / Marie-Luise Schulta-Jansen (FC Langenfeld / TuB Bocholt) |
| 2001/2002 | Deutsche Einzelmeisterschaft O45            | Damendoppel | 3     | Monika Damman / Marie-Luise Schulta-Jansen (Union Lüdinghausen / BC Bocholt)                                                                                                   |
| 2002/2003 | Deutsche Einzelmeisterschaft O45            | Dameneinzel | 3     | Marie-Luise Schulta-Jansen (TuB Bocholt) |
| 2002/2003 | Deutsche Einzelmeisterschaft O45            | Mixed       | 3     | Manfred Rössler (FC Langenfeld) / Marie-Luise Schulta-Jansen (TuB Bocholt) |
| 2002/2003 | Deutsche Einzelmeisterschaft O45            | Damendoppel | 1     | Monika Dammann / Marie-Luise Schulta-Jansen (Union Lüdinghausen / TuB Bocholt)                                                                                                 |
| 2003/2004 | Deutsche Einzelmeisterschaft O50            | Mixed       | 3     | Manfred Rößler / Marie-Luise Schulta-Jansen (FC Langenfeld / 1. BC / TuB Bocholt)                                                                                              |
| 2003/2004 | Deutsche Einzelmeisterschaft O50            | Dameneinzel | 1     | Marie-Luise Schulta-Jansen (BC / TuB Bocholt) |
| 2003/2004 | Westdeutsche Einzelmeisterschaft O50        | Mixed       | 1     | Manfred Rößler / Marie-Luise Schulta-Jansen (FC Langenfeld / 1. BC / TuB Bocholt)                                                                                              |
| 2003/2004 | Westdeutsche Einzelmeisterschaft O50        | Dameneinzel | 1     | Marie-Luise Schulta-Jansen (1. BC / TuB Bocholt) |
| 2004/2005 | Deutsche Einzelmeisterschaft O50            | Damendoppel | 1     | Marie-Luise Schulta-Jansen / Monika Dammann (TuB Bocholt / SC Union 08 Lüdinghausen)                                                                                           |
| 2004/2005 | Deutsche Einzelmeisterschaft O50            | Dameneinzel | 1     | Marie-Luise Schulta-Jansen (TuB Bocholt) |
| 2004/2005 | Deutsche Einzelmeisterschaft O50            | Mixed       | 2     | Manfred Rößler (FC Langenfeld) / Marie-Luise Schulta-Jansen (TuB Bocholt) |
| 2005/2006 | Deutsche Einzelmeisterschaft O50            | Dameneinzel | 1     | Marie-Luise Schulta-Jansen (TuB Bocholt) |
| 2005/2006 | Deutsche Einzelmeisterschaft O50            | Damendoppel | 2     | Marie-Luise Schulta-Jansen / Monika Dammann (TuB Bocholt / SC Union 08 Lüdinghausen)                                                                                           |
| 2005/2006 | Deutsche Einzelmeisterschaft O50            | Mixed       | 2     | Manfred Rößler / Marie-Luise Schulta-Jansen (FC Langenfeld / TuB Bocholt) |
| 2006/2007 | Deutsche Einzelmeisterschaft O50            | Mixed       | 1     | Ludger Eggers / Marie-Luise Schulta-Jansen (BSV Gelsenkirchen / 1. BC / TuB Bocholt)                                                                                           |
| 2006/2007 | Deutsche Einzelmeisterschaft O50            | Dameneinzel | 2     | Marie-Luise Schulta-Jansen (1. BC / TuB Bocholt) |
| 2006/2007 | Deutsche Einzelmeisterschaft O50            | Damendoppel | 2     | Marie-Luise Schulta-Jansen / Edeltraud Schmidt (1. BC/TuB Bocholt / Welzower SV)                                                                                               |
| 2009      | Deutsche Einzelmeisterschaft O55            | Dameneinzel | 3     | Marie-Luise Schulta-Jansen (1. BC / TuB Bocholt) |
| 2009      | Deutsche Einzelmeisterschaft O55            | Mixed       | 2     | Manfred Rössler / Marie-Luise Schulta-Jansen (FC Langenfeld / 1. BC / TuB Bocholt)                                                                                             |
| 2010      | Deutsche Einzelmeisterschaft O55            | Dameneinzel | 1     | Marie-Luise Schulta-Jansen (1. BC / TuB Bocholt) |
| 2010      | Deutsche Einzelmeisterschaft O55            | Damendoppel | 1     | Marie-Luise Schulta-Jansen / Monika Peiffer (1. BC/TuB Bocholt / TuS Wiebelskirchen)                                                                                           |
| 2010      | Deutsche Einzelmeisterschaft O55            | Mixed       | 3     | Manfred Rössler / Marie-Luise Schulta-Jansen (FC Langenfeld / 1. BC / TuB Bocholt)                                                                                             |
| 2011      | Deutsche Einzelmeisterschaft O55            | Damendoppel | 3     | Marie-Luise Schulta-Jansen / Eva-Maria Zwiebler (1. BC/TuB Bocholt / 1. BC Beuel)                                                                                              |
| 2012      | Deutsche Einzelmeisterschaft O55            | Dameneinzel | 2     | Marie-Luise Schulta-Jansen (1. BC / TuB Bocholt) |
| 2012      | Deutsche Einzelmeisterschaft O55            | Damendoppel | 1     | Marie-Luise Schulta-Jansen / Eva-Maria Zwiebler (1. BC/TuB Bocholt / 1. BC Beuel)                                                                                              |
| 2012      | Deutsche Einzelmeisterschaft O55            | Mixed       | 1     | Ulrich Handschuhmacher / Marie-Luise Schulta-Jansen (TV Witzhelden / 1. BC / TuB Bocholt)                                                                                      |